# الجمعية الأكاديمية لطب الأطفال
الجمعية الأكاديمية لطب الأطفال ( APA ): هي مُنظمة مُتخصصة في طب الأطفال تُمثل ما يُقرب مِن 2000 مُتخصص في الرعايةِ الصحية في طبِ الأطفال الأكاديمي. العضوية مفتوحة للأطباء والممرضين الممارسين والمهنيين المدربين للحصولِ على درجة الدكتوراه والطلاب وغيرهم من خبراءِ صحة الطفل. على مدارِ العشرين عامًا الماضية كانت الجمعية الأمريكية لطب الأطفال أحد الرعاة المشاركين (جنبًا إلى جنب مع الأكاديمية الأمريكية لطب الأطفال وجمعية أبحاث طب الأطفال ) في الاجتماعِ السنوي للجمعيات الأكاديمية لطبِ الأطفال، وهو أكبر اجتماع دوري لأبحاث طب الأطفال في العالم. كما انها ترعى الاجتماعات الإقليمية وتوفر لِلأعضاء العديد من المنتديات للتعاون في المساعِي الأكاديمية التي تُفيد الأطفال. تقوم على أربعة لجان دائمة (التعليم، والبحث، وتقديم الرعاية الصحية، والسياسة العامة والدعوة) والتي تقوم بتوجيه برامج متعددة داخل الجمعية البرلمانية الآسيوية، وتعمل مجموعات المصالح الخاصة البالغ عددها 38 مجموعة (SIGS) في المجالات ذات الصلة بصحة الطفل.

## تاريخ
بدت الجمعية الأكاديمية لطب الأطفال ( APA): في عامِ 1960م عندما أدرك قادة طِب الأطفال الحاجة إلى تطوير أقسام العيادات الخارجية للأطفال لتقديم خدمة أفضل للمرضى ولتعليم الطلاب وأطباء الأطفال تحت التدريب. كان اسمها في الأصلِ جمعية خدمات طِب الأطفال المتنقلة. وفي عامِ 1968م تم تعديل الاسم إلى جمعيةِ طب الأطفال المتنقلة. في عام 2007م تم تغيير الاسم مرة أخرى إلى الجمعية الأكاديمية لطب الأطفال لتعكس الأماكن المتنوعة والعمل المهني العام لأعضائها.

## التعليم
لجنةُ التعليم - تُشرف على الأنشطةِ التعليمية العديدة للجمعية الأكاديمية لطب الأطفال ( APA) بما في ذلك برنامج العلماء التربويين، ومشروع المبادئ التوجيهية التعليمية، وبرنامج اعتماد زمالة AGP، وركن المقيمين / الزملاء، والاجتماعات التعليمية والعديد من المشاريع الأخرى

## البحث
تركز لجنة الأبحاث على برامج مختلفة مثل برنامج BORN (نتائج أفضل من خلال الأبحاث لحديثي الولادة)، وبرنامج CORNET (شبكة أبحاث الاستمرارية)، وبرنامج PRIS (أبحاث طب الأطفال في إعدادات المرضى الداخليين) وجوائز المحققين الشباب.

## تقديم الرعاية الصحية
وتهدف لجنة تقديم الرعاية الصحية إلى تحديدِ استراتيجيات فعالة لرعايةِ جميع الأطفال، مع التركيز بشكل خاص على الضعفاء من البالغين.

## السياسة العامة والدعوة
تظلُ لجنة السياسة العامة والدعوة على اطلاعٍٍ دائم بقضايا السياسة التشريعية والعامة المتعلقة بصحةِ الأطفال بينما تعمل بالتعاونِ مع قادة ومنظمات صحة الأطفال الأخرى.

## برامج واجتماعات القيادة
برنامج العلماء في القرن الجديد هو برنامج تدريبي يهدف إلى زيادة التنوع من القوى العاملة الأكاديمية العامة للأطفال.
برنامج العلماء التربويين و هو برنامج وطني لتطوير أعضاءِ هيئةِ التدريس. يمنح هذا البرنامج شهادة التميز في المِنح التعليمية.
توفر اجتماعات القيادة السنوية منتدى تعليميًا.

## المناطق
ولها 10 مناطق تعقد اجتماعات إقليمية وتوفر للأعضاء أنشطة تعاونية.

## مجموعات الاهتمامات الخاصة
توفر مجموعات الاهتمامات الخاصة (SIGs) من الجمعية الأكاديمية لطب الأطفال منتدى للأعضاء المهتمين للتعاون ولتسهيل التواصل في مجال معين من طب الأطفال العام. لديها 38 مجموعة اهتمامات خاصة (SIGS) تعمل في المجالات الحيوية ذات الصلة بصحة الطفل.  و التي يُمكن للأعضاءِ الانضمامُ إليها.

## المنشورات
يتم نشر نشرة APA Focus الإخبارية نصف الشهرية لزيادة التواصل مع الأعضاء في الوقت المناسب. يسلط كل عدد الضوء على جوانب المهمة الأساسية لجمعية طب الأطفال الأمريكية - التعليم والبحث والسياسة العامة والدعوة وتقديم الرعاية الصحية ومعلومات حول الاجتماع السنوي للجمعيات الأكاديمية لطب الأطفال، والذي تعتبر جمعية طب الأطفال الأمريكية الراعي الرئيسي له.
طب الأطفال الأكاديمي ، الجريدة الرسمية للجمعية الأكاديمية لطب الأطفال وهي مجلة خاضعة لمراجعة النظراء تهدف إلى تعزيز القاعدة البحثية والتعليمية لطب الأطفال الأكاديمي العام. تعكس مجالات محتوى المجلة اهتمامات أعضاء الجمعية وغيرهم من المهنيين الصحيين الذين يعتنون بالأطفال.

## أنظر أيضا
- الأكاديمية الأمريكية لطب الأطفال
- الكلية الأمريكية لأطباء الأطفال
- الجمعية الأمريكية لطب الأطفال